# Robert Shapiro
Robert Leslie Shapiro (Plainfield, Nueva Jersey; 2 de septiembre de 1942) es un abogado litigador estadounidense, cofundador de Right Counsel, y socio principal del bufete Glaser Weil Fink Jacobs Howard Avchen & Shapiro. Fue uno de los abogados principales del equipo de la defensa de O. J. Simpson junto a Johnnie Cochran en el caso celebrado por la acusación de asesinar a su exmujer, Nicole Brown Simpson, y al amigo de esta, Ronald Goldman.

## Biografía
Shapiro nació en Plainfield (Nueva Jersey), en el seno de una familia judía. Se graduó en la escuela secundaria Hamilton High School en Los Ángeles en 1961 y se licenció con una carrera en Finanzas por la Universidad de California en Los Ángeles en 1965. Obtuvo su Juris Doctor en la Facultad de Derecho de la Universidad Loyola Marymount en 1968.
Shapiro se casó con Linell Thomas el 8 de marzo de 1970. Tenían dos hijos, Grant y Brent.
Después de la muerte de su hijo Brent por una sobredosis de drogas en 2005, fundó la Fundación Brent Shapiro, una organización sin fines de lucro con el objetivo de crear conciencia sobre las drogas, para lo cual se desempeña como presidente de la junta, así como Pickford Lofts, un centro de rehabilitación.

## Carrera jurídica y caso O. J. Simpson
En 1969 Shapiro fue admitido en el Colegio de Abogados del Estado de California. Ha representado a famosos, especialmente a O. J. Simpson, José Canseco, Johnny Carson, Christian Brando, Ol' Dirty Bastard, Linda Lovelace, a varios miembros de la familia Kardashian y a su compañero de profesión F. Lee Bailey.
Entre 1994 y 1995, Shapiro jugó un papel crucial en el Caso O. J. Simpson. Ya asociado con él, el 17 de junio de 1994, estuvo presente en la conferencia de prensa de Robert Kardashian pidiendo que Simpson se entregara a la policía. Según Shapiro, los psiquiatras de Simpson acordaron que su carta dirigida a los "amigos", que Kardashian leyó en directo, era una nota de suicidio. En televisión, Shapiro le pidió a Simpson que se rindiera y se entregara. Más tarde ese día, después de la famosa persecución por la autopista de Los Ángeles, Simpson se entregó a la policía, con la ayuda de Shapiro.
Cuando comenzó el juicio, Shapiro dirigió en un primer momento el equipo de la defensa, que pasó posteriormente a estar liderado por Johnnie Cochran.
A pesar del éxito de su equipo en liberar a Simpson después del veredicto, Shapiro criticó a sus compañeros abogados F. Lee Bailey y a Cochran, por llevar la carrera al juicio. En su libro The Search for Justice: A Defense Attorney's Brief (1998) sobre el caso, Shapiro afirmó que no creyese que Simpson fuese juzgado por razones raciales, pero sí cree que el veredicto fue correcto debido a la duda razonable. Poco después del juicio de Simpson, Shapiro desvió su práctica de la defensa penal hacia el litigio civil.
Shapiro ha escrito varios artículos jurídicos y libros sobre temas de leyes. En 2013, The National Law Journal lo nombró en la lista de los 100 abogados más influyentes en Estados Unidos.

## En la cultura popular
Tanto la figura de Shapiro, como la de Simpson y el resto de protagonistas del juicio fueron recreados en la pequeña pantalla a través de la miniserie de 2016 The People v. O. J. Simpson: American Crime Story, donde fue interpretado por John Travolta, que fue nominado al Premio Emmy al Mejor actor de reparto en miniserie.